# Sapintus rusticus
Sapintus rusticus es una especie de coleóptero de la familia Anthicidae.

## Distribución geográfica
Habita en América.